# Gesellschaft zur Erforschung der Flora Deutschlands
Die Gesellschaft zur Erforschung der Flora Deutschlands (GEFD) e. V. ist eine gemeinnützige wissenschaftliche Fachvereinigung mit Sitz in Berlin.

## Aufgaben und Ziele
Das vorrangige Ziel der GEFD ist die Förderung der floristisch-botanischen Erforschung Deutschlands. Die Mitglieder sind wissenschaftlich interessierte Botaniker, die sowohl an regionaler Forschung als auch bundesweiter Vernetzung interessiert sind.
Thematische Schwerpunkte sind die Taxonomie und Systematik der Gefäßpflanzen, wobei nomenklatorische, chorologische und historische Studien unterstützt werden. Die vernachlässigten Teildisziplinen des wissenschaftlichen Herbarisierens, der Karyologie und Autökologie werden ausdrücklich gefördert. Es besteht eine enge Kooperation mit den botanischen Vereinen der Länder und Regionen. Der Verein ist ausschließlich und unmittelbar gemeinnützigen Zwecken verpflichtet.

## Aktivitäten
Die Hauptaktivitäten der GEFD sind:
- Die Herausgabe wissenschaftlicher Veröffentlichungen in ihrer jährlich erscheinenden Zeitschrift Kochia und in den unregelmäßig erscheinenden Kochia-Beiheften. Die Zeitschrift ist zu Ehren von Wilhelm Daniel Joseph Koch, einem einflussreichen deutschen Botaniker benannt. Alle Manuskripte werden einem Begutachtungssystem unterzogen. Bände, die älter sind als fünf Jahre, sind online frei einsehbar.
- Elektronisch versandte Rundbriefe informieren regelmäßig über die Vereinsaktivitäten.
- Jedes Jahr veranstaltet die GEFD im Oktober/November eine 2–3-tägige wissenschaftliche Tagung an wechselnden Orten in Deutschland, oft verbunden mit Besichtigungen wissenschaftlicher Forschungsinstitutionen wie Museen oder Botanischen Gärten. Die Tagung umfasst Vorträge und Herbar-Demonstrationen und wird in Verbindung mit der Mitgliederversammlung abgehalten. In der Zeit zwischen den Tagungen veranstaltet die GEFD allgemeine Exkursionen und Spezialexkursionen, bei letzteren steht in der Regel eine kritische Pflanzengruppe im Mittelpunkt.
- Als Service für Mitglieder besteht ein Spezialistensystem zur Determinierung kritischer Taxa.

## Forschungsförderung
Die GEFD fördert Privatleute und an Hochschulen tätige Botaniker und Botanikerinnen bei taxonomischen und floristischen Untersuchungen durch finanzielle Zuschüsse. Zur Auswahl förderungswürdiger Projekte wurde innerhalb der GEFD ein Gremium eingerichtet, das dem Vorstand Empfehlungen unterbreitet.

## Historie und Organe der GEFD
Die Gesellschaft zur Erforschung der Flora Deutschlands e.V. (GEFD) wurde am 29. und 30. Oktober 2005 in Vechta gegründet. Die Organe der Gesellschaft sind der Vorstand und die Mitgliederversammlung. Ihre jeweiligen Aufgaben sind in der Satzung der GEFD niedergelegt.

### Vorstand
Wahlperiode 2023–2027: Thomas Gregor (1. Vorsitzender), André Fichtner (2. Vorsitzender), Christiane Ritz (Schriftführerin), Uwe Amarell (Schatzmeister)

## Arbeitsgruppen
In der Gesellschaft zur Erforschung der Flora Deutschlands gibt es zurzeit folgende informelle Arbeitsgruppen, deren Mitglieder einzelne Gattungen erforschen oder spezifische Themen bearbeiten:
- Arbeitsgruppe Rubus mit Exkursionen und mehrtägigen Rubus-Konzilen (seit den 80er-Jahren ohne institutionellen Rahmen, seit Gründung der GEFD innerhalb der Gesellschaft). Ziel ist die Erforschung der mitteleuropäischen Brombeerflora und die Veröffentlichung der Ergebnisse.
- Arbeitsgruppe Sorbus: Herbarbesuche und Exkursionen.
- Arbeitsgruppe Oenothera (seit 2014) zur Erstellung eines Arteninventars für Deutschland, Erfassung der festen und variablen Merkmale der etablierten Arten sowie Katalogisierung der Hauptwuchsorte.
- Arbeitsgruppe Poaceae zur Diskussion taxonomischer Probleme, Organisation von Spezial-Exkursionen und Publikation der Ergebnisse.
- Arbeitsgruppe Durchflusszytometrie (seit 2020) in Zusammenarbeit mit der Arbeitsgruppe Spezielle Botanik an der Universität Gießen zur deutschlandweiten Untersuchung wenig untersuchter Sippen, insbesondere im Hinblick auf deren Verbreitungsgebiet innerhalb Deutschlands.
- Die Arbeitsgruppe Online-Bestimmung hat die Plattform „Offene Naturführer“ (https://www.offene-naturfuehrer.de/) ins Leben gerufen, die wegen einer Cyberattacke im Oktober 2023 nur eingeschränkt verfügbar ist.

Mehrere Arbeitsgruppen haben ihre Untersuchungen abgeschlossen und die Ergebnisse publiziert:
- Arbeitsgruppe Amelanchier ovalis (bis 2018)
- Arbeitsgruppe Euphorbia esula (bis 2018)
- Arbeitsgruppe Myosotis arvensis